# Mørkenatten
Mørkenatten är en bergstopp i Antarktis. Den ligger i Östantarktis. Norge gör anspråk på området. Toppen på Mørkenatten är 2 565 meter över havet, eller 365 meter över den omgivande terrängen. Bredden vid basen är 5,6 km.
Terrängen runt Mørkenatten är platt åt sydost, men åt nordväst är den kuperad. Trakten är obefolkad. Det finns inga samhällen i närheten. 